# Nellie Bellflower
Nellie Bellflower, née le 1er mai 1946 à Phoenix, est une actrice, doubleuse et productrice américaine.